# Kalāteh-ye (ort, lat 35,72, long 61,05)
Kalāteh-ye (persiska: Kalāteh-ye Ab ol Qāsem, کلاته ابو القاسم) är en ort i Iran.   Den ligger i provinsen Khorasan, i den nordöstra delen av landet, 900 km öster om huvudstaden Teheran. Kalāteh-ye ligger 672 meter över havet och antalet invånare är 413.
Terrängen runt Kalāteh-ye är platt åt sydväst, men åt nordost är den kuperad.Runt Kalāteh-ye är det ganska glesbefolkat, med 35 invånare per kvadratkilometer. Närmaste större samhälle är Şāleḩābād, 5,6 km sydost om Kalāteh-ye. Omgivningarna runt Kalāteh-ye är i huvudsak ett öppet busklandskap.